# アホウドリ (曲)
「アホウドリ」 は、松浦航大の楽曲。2021年10月6日にビクターミュージックアーツより、各種音楽配信サービスにてリリースされた。

## 概要
前作『七色』以来約2か月ぶりのリリースとなる。今作は、松浦航大のYouTubeチャンネルでの検証企画「米津玄師のものまねで制作した新曲を人に聴かせたら本人の曲だと信じるのか」の為に作られた楽曲であり、当初は曲名が存在しなかった。
9月24日放送のラジオ番組「沈黙の金曜日」にて初オンエアされた。

## 収録内容
| #         | タイトル       | 作詞・作曲         | 編曲      | 時間 |
| --------- | -------------- | ------------------ | --------- | ---- |
| 1.        | 「アホウドリ」 | 松浦航大、右近輝明 | 小川ハル  | 2:50 |
| 合計時間: | 合計時間:      | 合計時間:          | 合計時間: | 2:50 |

## 参加アーティスト
- Vocal,作詞作曲 - 松浦航大
- 作曲,ギター - 右近輝明[4]
- 編曲 - 小川ハル
- 録音 - 斎田崇[5]